# Mobile Sniper Strike Team
Mobile Sniper Strike Team (dobesedno angleško Mobilna ostrostrelna udarna ekipa; kratica MSST) je koncept bojevanja, ki ga je razvil ameriški marinski podčastnik Jack Coughlin. Sam koncept zajema lastnosti ostrostrelstva in sodobnega mobilnega bojevanja.
Sam koncept tako skoraj popolnoma spremeni doktrino ostrostrelcev, ki je bila do tedaj: dolgotrajno opazovanje, nepremičnost na istem položaju, počasno premikanje med spremembo položajev (da se izognejo odkritju), nevtraliziranje sovražnika na daljše razdalje,... MSST pa tako zajema potrebe sodobnega mobilnega bojevanja na ta način, da ostrostrelec zavzame položaj le za kratek čas (odkritje in nevtraliziranje sovražnika), nato pa hitro zapusti položaj (tudi s pomočjo vozil) in zavzame nov položaj, s katerega lahko maksimalno podpre prijateljske enote. Tako se v konceptu ostrostrelec premika skupaj z napredujočimi prijateljskimi silami, a še zmeraj ohrani samostojnost ostrostrelca.
Prvič je bil koncept preizkušen januarja 2001 v okviru vojaške vaje Projekt Metropolis (ProMet). Sama vojaška vaja je bila organizirana za potrebe razvijanja urbanega bojevanja na podlagi izkušenje iz predhodnih oboroženih konfliktov (Somalija, Haiti, bivša SFRJ,...) Med to vojaško vajo je vod 11 ostrostrelcev in 5 izvidnikov (plus bolničar in poveljnik voda) dokazal ustemeljenost koncepta, ko je dosegel več kot 60 žrtev in popolnoma zavrl napredovanje sovražnikovih sil v mestu. 
Prva bojna preizkušnja koncepta se je zgodila med operacijo Iraška svoboda, kjer so ostrostrelci množično uporabljali humveeje in pogosto streljali kar iz njih oz. iz njihovih streh.